# Jorge Skinner-Klée Arenales
Jorge Skinner-Klée Arenales (* 1957 in Guatemala-Stadt) ist ein guatemaltekischer Diplomat.
Jorge Skinner-Klée Arenales studierte Rechts- und Sozialwissenschaften an der privaten Universität Rafael Landívar. Er erwarb 1985 einen Abschluss der Columbia University. 1988 studierte er an der Johns Hopkins University und erzielte ein Diplom an der School for Advanced International Studies (SAIS). Von 1988 bis 1992 lehrte er an der Universität Rafael Landívar internationales Recht und internationale Beziehungen. 2003 lehrte er an der Universidad Francisco Marroquín.
Von 1985 bis 1986 war er Botschaftsrat und stellvertretender Delegierter der Regierung von Guatemala bei der OEA. Von 1987 bis 1988 war er an der Botschaft Guatemalas in Washington akkreditiert. Von 1990 bis 1993 war er Consultant der Asociación del Café de Guatemala einem Kaffeeproduzenten und Händler verband. Von 1985 bis 1990 war er Delegierter der UNO bei den Generalversammlungen der Vereinten Nationen und der OEA. 1993 war er Botschafter in der Bundesrepublik Deutschland. 1998 war er Botschafter in Kanada. 2002 war er Botschafter in Belize.
2003 war er Botschafter in Honduras. 2004 war er Staatssekretär im Außenministerium.
Jorge Skinner-Klée Arenales ist Gesellschafter einer Anwaltssozietät.